# NGC 4549
NGC 4549 (другие обозначения — MCG 10-18-72, PGC 41954) — галактика в созвездии Большой Медведицы. Открыта Уильямом Гершелем в 1789 году.
Этот объект входит в число перечисленных в оригинальной редакции «Нового общего каталога».
На фотографиях видна сильно наклонённая к лучу зрения спиральная галактика (вероятно, с перемычкой), находящаяся на расстоянии 4,25′ к восток-северо-востоку от пары NGC 4547 + PGC 41897. Эти три галактики входят в компактную группу слабых галактик, которая попадает в поле зрения при визуальном наблюдении в любительский телескоп со средним увеличением. При этом NGC 4549 видна как очень тусклая, плоская полоска, ориентированная с востока на запад и находящаяся посередине между двумя звёздами поля, одна на севере, другая на юге. Радиальная скорость: 13 527 км/с. Расстояние: 609 млн световых лет. Диаметр: 124 тыс. световых лет.